# Real Sitio de San Ildefonso
Real Sitio de San Ildefonso é um município da Espanha na província de Segóvia, comunidade autónoma de Castela e Leão, de área 145 km² com população de 5.506 habitantes (2007) e densidade populacional de 36,70 hab/km².
Desde janeiro de 2011, o município passou a ser denominado oficialmente "Real Sitio de San Ildefonso" segundo deliberação da Junta de Castela e Leão publicada no Boletim Oficial do Estado de 13 de janeiro de 2011, secção III, página 4622.
É também conhecida por La Granja de San Ildefonso ou, simplesmente, La Granja. Nesta cidade cidade em 1777, foi assinado pelos reis de Espanha e Portugal, o Tratado de Santo Ildefonso, que reconheceu os direitos espanhóis sobre a Colônia do Sacramento e Sete Povos das Missões, no Rio Grande do Sul.

## Demografia
| Variação demográfica do município entre 1991 e 2004 | Variação demográfica do município entre 1991 e 2004 | Variação demográfica do município entre 1991 e 2004 | Variação demográfica do município entre 1991 e 2004 |
| --------------------------------------------------- | --------------------------------------------------- | --------------------------------------------------- | --------------------------------------------------- |
| 1991                                                | 1996                                                | 2001                                                | 2004                                                |
| 4908                                                | 5110                                                | 5093                                                | 5315                                                |

## Imagens

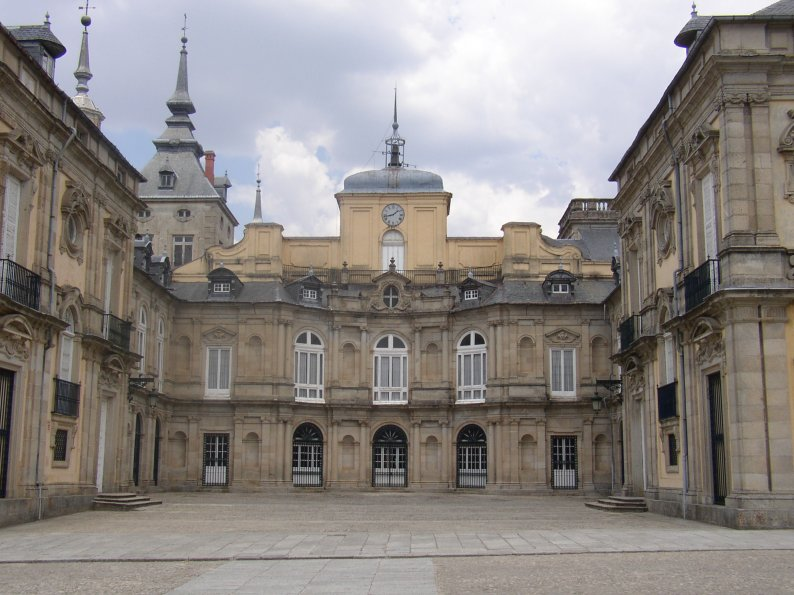
Palacio Real de La Granja de San Ildefonso
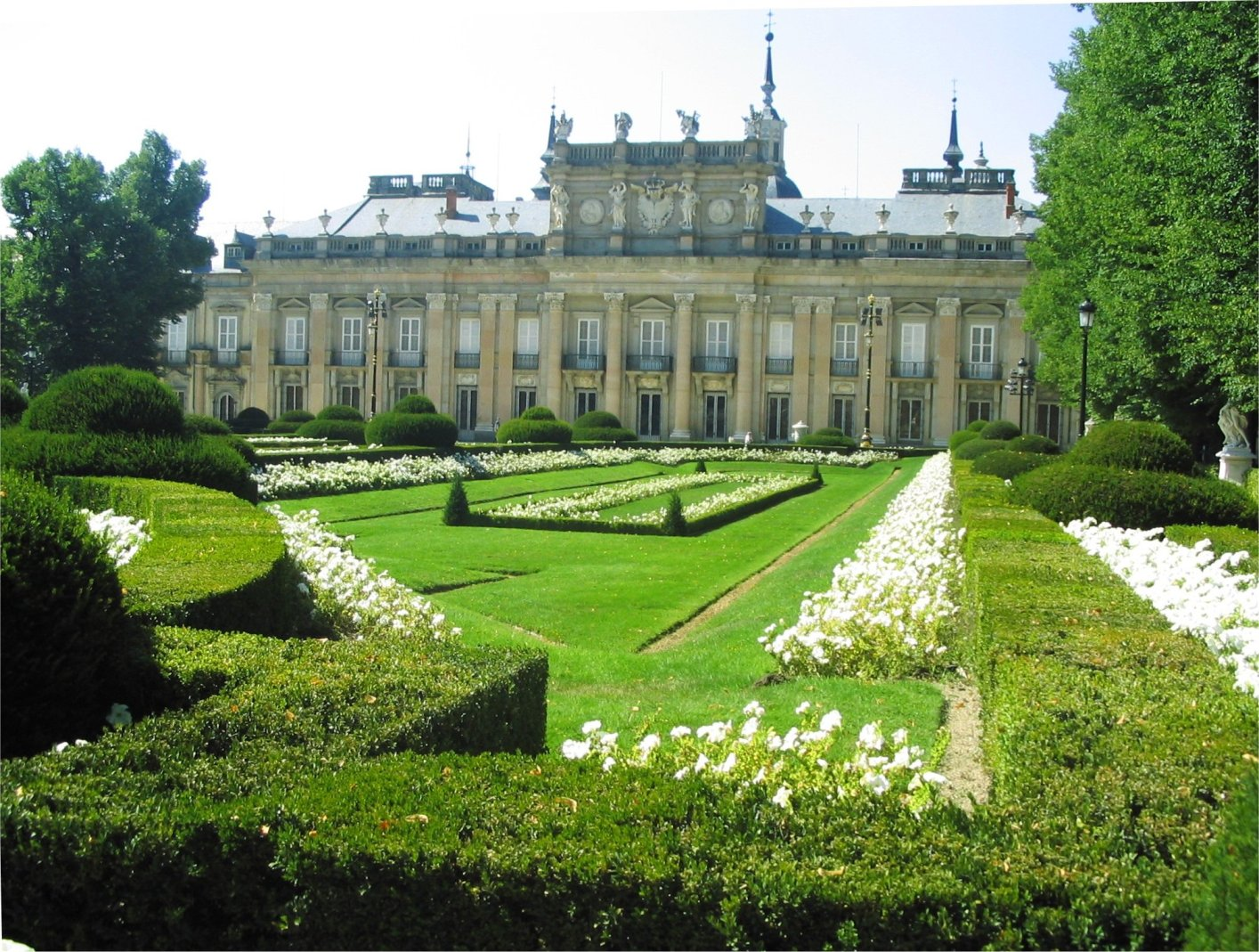
Jardins de San Ildefonso e Palácio Real